# Bonk's Adventure
Bonk's Adventure, conocido en Japón como PC Genjin (PC原人?), es un videojuego de plataformas en 2D desarrollado por Red Company y Atlus y publicado por Hudson Soft en 1989 para la PC Engine. El juego fue portado más tarde a la NES, Game Boy, Amiga, sistemas arcade bajo distintos títulos (FC Kid, GB Kid y BC Kid) y está disponible a través del servicio de la Consola Virtual de Nintendo.

## Historia
El protagonista del juego es Bonk, un fuerte cavernícola que lucha contra dinosaurios antropomórficos y otros enemigos prehistóricos. La misión de Bonk es rescatar a la princesa Za (un pequeño reptil rosa del tipo de los plesiosauros) que ha sido secuestrada por el malvado rey Baba (un gran tiranosaurio verde). En la versión arcade, también es ayudado por una versión femenina de sí mismo.

## Jugabilidad
Bonk ataca a los enemigos golpeándolos con su gran cabeza. El jugador empieza el juego con tres corazones de salud, que se van volviendo azules a medida que es dañado, y tres vidas extra. La salud de Bonk puede ser restaurada recogiendo frutas y verduras. 
Bonk también puede recoger trozos de carne como power-ups; estos le prestan habilidades especiales y lo hacen más fuerte. Hay tres etapas de potenciación: su yo normal, una segunda etapa durante la cual puede aturdir a los enemigos golpeando el suelo y una tercera etapa donde se vuelve temporalmente invulnerable. La carne se puede encontrar en dos variedades: carne grande y carne pequeña. Los efectos de la carne son aditivos pero desaparecen con el tiempo. Una carne pequeña le da a Bonk la segunda etapa de poder de la carne y una grande lo lleva a la etapa tres. Comer una carne pequeña mientras está en la etapa dos también pondrá a Bonk en la tercera, invencible etapa de poder de la carne. Cuando el efecto de la tercera etapa desaparece, regresa al segundo estado y permanece allí por un tiempo antes de volver al Bonk normal. Comer cualquier tamaño de carne mientras se encuentra en la tercera etapa de encendido de la carne restablecerá el temporizador en el poder de la carne de Bonk.
Bonk ocasionalmente puede recolectar potenciadores de corazón rojo que reponen un corazón entero de salud, o incluso más raramente, un gran corazón rojo, que restaura toda la salud perdida de Bonk. También hay dos potenciadores raros de corazón azul en el juego que aumentarán la salud máxima de Bonk en un corazón.
Golpear a un enemigo generalmente lo empujará hacia atrás y ligeramente en el aire. Derrotar a un enemigo produce puntos y también libera un pequeño encendido "sonriente". Los emoticonos de Bonk se suman al final de cada etapa después de derrotar al jefe de esa etapa. Al jugador se le otorgan puntos adicionales y una felicitación de tipo cavernícola basada en la cantidad de emoticonos que se recolectaron.
La versión arcade es muy diferente: al comienzo del juego, el jugador puede elegir entre uno de los 28 niveles diferentes. A diferencia de las versiones de consola, los niveles son extremadamente cortos y el objetivo es llegar al final lo más rápido posible mientras se intenta obtener un puntaje alto. Hay varios artículos deportivos en las etapas, como pelotas de baloncesto y pelotas de fútbol. Mientras Bonk continúe regalando estos artículos, el jugador obtendrá puntos de bonificación. Similar a Super Mario World, hay una publicación de gol al final de cada nivel, que otorga más puntos si Bonk lo golpea en su ápice. Después de completar tres etapas, el jugador puede elegir entre una de las siete batallas contra jefes. No hay potenciadores en esta versión. En cambio, hay caras sonrientes, que se adhieren a la cabeza de Bonk y se pueden usar para absorber proyectiles enemigos o extender la duración de los ataques de Bonk. Sin embargo, si Bonk es golpeado una vez, perderá todas sus caras sonrientes y tendrá que volver a levantarlas. Esta versión del juego también incluye un modo de dos jugadores, donde el jugador 2 juega como una mujer Bonk. El juego se puede configurar para dispensar boletos y el operador puede ajustar los pagos de boletos.

## Curiosidades
En el episodio #60 de GameCenter CX (conocido como "Retro Game Master" fuera de Japón), el juego de mismo nombre quien lo gane.